# Boris Leven
Boris Leven (Moscou, 13 de agosto de 1908 — Los Angeles, 11 de outubro de 1986) é um diretor de arte estadunidense. Venceu o Oscar de melhor direção de arte na edição de 1962 por West Side Story, ao lado de Victor A. Gangelin.